# Tomșani (Prahova)
Tomşani é uma comuna romena localizada no distrito de Prahova, na região de Muntênia. A comuna possui uma área de 44.56 km² e sua população era de 4635 habitantes segundo o censo de 2007.